# Nickelodeon Movies

Den andra Nickelodeon Movies-logotypen från 1998–2002.

Den tredje Nickelodeon Movies-logotypen från 2000–2008.

Den femte Nickelodeon Movies-logotypen från 2009–2019.

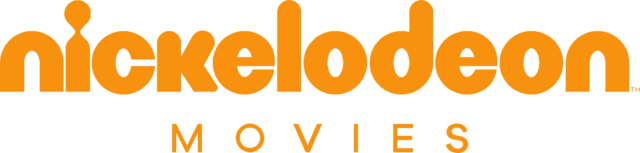
Den sjätte Nickelodeon Movies-logotypen från 2019–2020.

Nickelodeon Movies är ett amerikanskt filmbolag som skapades 1995 och håller till Los Angeles i Kalifornien. Första filmen var Harriet – Den listiga lilla spionen (1996). Andra framgångar har varit Spiderwick (2008), Tintins äventyr: Enhörningens hemlighet (2011), Teenage Mutant Ninja Turtles (2014) och Svampbob Fyrkant: Äventyr på torra land (2015). Från och med 2020 är Svampbob Fyrkant, en rollfigur från serien med samma namn, studions maskot, för Nickelodeon själv och Nickelodeon Animation Studio.